# Aspades hutchinsonella
Aspades hutchinsonella är en fjärilsart som beskrevs av Walsingham 1891. Aspades hutchinsonella ingår i släktet Aspades och familjen stävmalar. Inga underarter finns listade i Catalogue of Life.